# Pintura a l'agulla

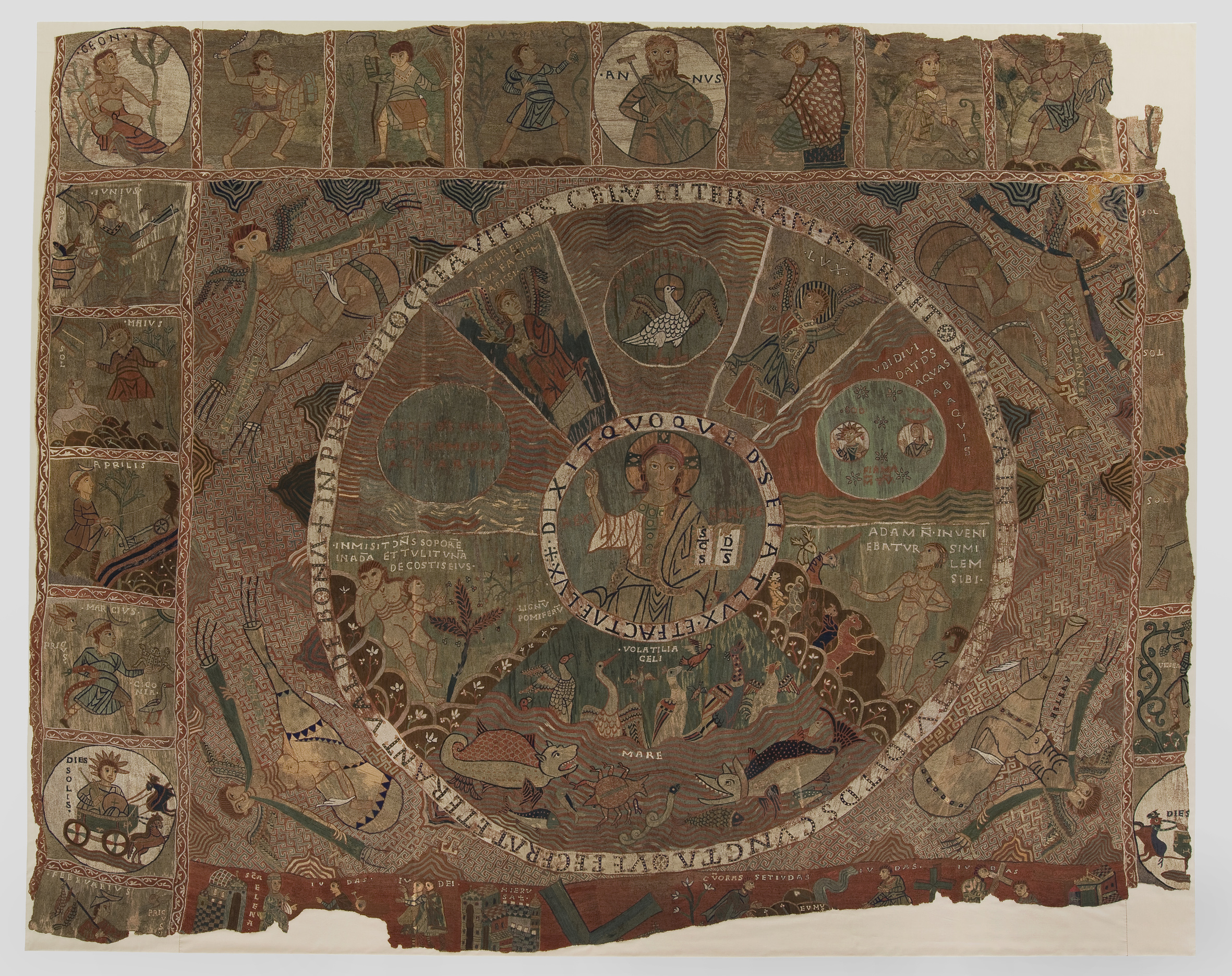
El Tapís de la Creació del Museu Capitular de la Catedral de Girona, brodat amb la tècnica de la pintura a l'agulla

La pintura a l'agulla (Acupictus) és com s'anomena al brodat realitzat a partir de l'edat mitjana en punt de cordonet, per omplir o resseguir la silueta dels dibuixos d'un brodat fins a cobrir completament el teixit-base amb el que quedava l'efecte com si fos un tapís, es coneix també pel nom de "punt de figura" i es realitzava amb fils de llana o seda sobre teixit normalment de lli.
Uns exemples del tipus d'aquest brodat a l'època romànica del segle xi són el Tapís de la Creació de la Catedral de Girona, i el Tapís de Bayeux (França). Un altre exemple d'aquest tipus de brodat és el Penó de Sant Ot, procedent de la Catedral de la Seu d'Urgell i guardat al Museu Tèxtil i d'Indumentària de Barcelona, corresponent a la segona meitat del segle xii.
Als segles XIV i xv es van afegir fils d'or als de seda. Aquesta tècnica es va continuar anomenant "pintura a l'agulla", "punt de figura" o "de borgonya".